# 楽園 (THE YELLOW MONKEYの曲)
「楽園」（らくえん）は、1996年11月25日に発売されたTHE YELLOW MONKEY11作目のシングル曲。発売元はファンハウス。

## 概要
- ファンハウス（現・アリオラジャパン）移籍第一弾シングル。6thアルバム『SICKS』の先行シングルとしてリリースされた。
- ミュージックビデオはイギリスの病院で撮影された。
- 『HEY!HEY!HEY! MUSIC CHAMP』に出演した際、吉井和哉はワンピース姿に女装してこの曲を披露した。この映像は2013年にリリースされた『イエモン-FAN'S BEST SELECTION-』の初回限定盤DVDに収録されている。

## 制作背景
- 6thアルバム『SICKS』の先行シングルという位置づけを強く意識して制作された楽曲であり、吉井は「ファンにはすごく良い（アルバムの）予告ができるな」と考えたと語っている[1]。また、「ロックファンもこれで巻き込めるはず」と自信を持って送り込んだ曲である[2]。
- 吉井は、この曲のテーマを「ドラッグ・ソング」としており、当初は「動脈のハイウェイ」と言う歌詞が「静脈のハイウェイ」となる予定であった。しかし、社長から「静脈は麻薬を連想させてまずいだろう」とクレームがつき、修正された。「スプーン一杯分の幸せをわかちあおう」など、修正されなかった歌詞も一部存在する[3]。吉井は後に「できあがって蓋を開けたら（レコード会社移籍などによる）決意表明みたいになっていた」と述懐している[4]。なお、ライブでは「静脈」と歌うこともある。
- タイトル名の由来は、吉井が本楽曲に対して「未来都市」「ユートピア」「パラダイス」などの印象を持ったことからイメージを膨らませ、最終的には『楽園』というタイトルとなった[1]。
- 前作「SPARK」をディレクターに渡す際に、リリース候補としてこの曲も渡したが「SPARKのほうがキャッチーだ」という理由で一度却下されている[2]。しかし、ディレクターであった宗清裕之は後のインタビューで「そんなことした覚えはないんだけどなあ」と語っている[5]。

## 収録曲
1. 楽園
（作詞・作曲：吉井和哉 / 編曲：THE YELLOW MONKEY）
フジテレビ系ドラマ『新・木曜の怪談』主題歌。2009年7月にはパチンコ『CR忍術決戦　月影』に使用され、2013年7月から9月には『たけしのコマ大数学科』のテーマソングに起用された。解散後の2004年に行われたオリコンの人気投票で第2位となった[6]。2013年に行われた『イエモン-FAN'S BEST SELECTION-』のファン投票で8位を獲得し、収録が決定した。
2. 見てないようで見てる 
（作詞・作曲：吉井和哉 / 編曲：THE YELLOW MONKEY）
吉井曰く「渋谷駅周辺の喫茶店で、斜め向かいに座った女性をチラ見しながら作った」[7]。
3. 楽園 (Instrumental)
（作曲：吉井和哉 / 編曲：THE YELLOW MONKEY）

## 収録アルバム
＃1. 楽園
- 『SICKS』（1997年1月22日）
- 『GOLDEN YEARS Singles 1996-2001』（2001年6月13日）
- 『MOTHER OF ALL THE BEST』（2004年12月8日）
- 『HOLIDAY tunes~おでかけモード』（2010年4月28日）※コンピレーション・アルバム
- 『イエモン-FAN'S BEST SELECTION-』（2013年7月31日）
- 『THE YELLOW MONKEY IS HERE. NEW BEST』（2017年5月21日）※セルフカバー
- 『Live Loud』※ライブテイク

＃2. 見てないようで見てる 
- 『SICKS』（1997年1月22日）

## カバー
- エリック・マーティン（2012年10月10日、カバーアルバム『Mr. Rock Vocalist』）※英語詞。英語タイトルは「Paradise」。歌詞の英語はエリック・マーティンとアンドレ・ペシスがアレンジしたもので、原曲の「動脈」は、「vein」（静脈）に変更されている。
- 明日海りお（2019年3月14日、宝塚歌劇団花組ライブアルバム『花組 舞浜アンフィシアター「Delight Holiday」 Part-1』）※2018年冬の公演「Delight Holiday」より。

### 吉井和哉のセルフカバー
#1
「THANK YOU YOSHII KAZUYA Live At Budokan」
「20th Special YOSHII KAZUYA SUPER LIVE」
#2
「KAZUYA YOSHII LIVE DVD BOX『LIVE LIVE LIVE』」